# Dystrofia
Dystrofia – zaburzenie wzrostu tkanek, narządów lub organizmu
spowodowane zaburzeniami rozwojowymi, nieprawidłowym odżywianiem, zaburzeniami wchłaniania jelitowego, chorobami zakaźnymi, metabolicznymi lub alergicznymi.